# Peperomia unifoliata
Peperomia unifoliata är en pepparväxtart som beskrevs av Callejas. Peperomia unifoliata ingår i släktet peperomior, och familjen pepparväxter. Inga underarter finns listade i Catalogue of Life.